# Teorema de congruencia lineal
En aritmética modular, la cuestión de cuándo una congruencia lineal puede ser resuelta se describe mediante el teorema de congruencia lineal. Si a y b dos números enteros  cualesquiera y n es un número entero positivo, entonces la congruencia

(1){\displaystyle ax\equiv b{\pmod {n}}}

tiene una solución para x si y solo si b es divisible por el máximo común divisor de a y n (denotado mediante mcd(a,n)). Cuando éste es el caso, y x0 es una solución de (1) , entonces el conjunto de todas las soluciones está dado por
{\displaystyle \{x_{0}+k{\frac {n}{d}}\mid k\in \mathbb {Z} \}.}
En particular, existirán exactamente d = mcd(a,n) soluciones en el conjunto de residuos {0,1,2,...,n-1}.

## Ejemplo
Por ejemplo, se puede examinar la ecuación ax ≡ 2 (mod 6)  con diferentes valores de a para ver lo que produce:
{\displaystyle 3x\equiv 2{\pmod {6}}\ }
Aquí d = mcd(3,6) = 3 pero puesto que 3 no divide a 2, entonces no hay solución. 
{\displaystyle 5x\equiv 2{\pmod {6}}\ }
Aquí d = mcd(5,6) = 1, el cual divide a cualquier b, y así solo hay exactamente una única solución en {0,1,2,3,4,5}: x=4. 
{\displaystyle 4x\equiv 2{\pmod {6}}\ }
Aquí d = mcd(4,6) = 2, el cual divide a 2, y así solo hay exactamente dos soluciones en {0,1,2,3,4,5}: x=2 y x=5.

## Resolución de congruencias lineales
En la resolución general de ecuaciones de la forma:
{\displaystyle ax\equiv b{\pmod {n}}}
si el máximo común divisor d = mcd(a, n) divide a b, entonces se puede encontrar una solución x para la congruencia como sigue:  el algoritmo extendido de Euclides produce enteros r y s tales que ra + sn = d. Entonces x = rb/d es una solución. Las otras soluciones son los números congruentes con x módulo n/d.
Por ejemplo, la congruencia
{\displaystyle 12x\equiv 20{\pmod {28}}\ }
tiene 4 soluciones puesto que mcd(12, 28) = 4 divide a 20. El algoritmo extendido de Euclides da (-2)*12 + 1*28 = 4, i.e. r = -2 y  s = 1. Por lo tanto, una solución es x = -2*20/4 = -10, y -10 = 4 módulo 7. Todas las demás soluciones deberán ser también congruentes con 4 módulo 7. Puesto que la ecuación original usa módulo 28, El conjunto de soluciones enteras en el rango de 0 a 27 es x  = {4,11,18,25}.

## Sistemas de congruencias lineales
Mediante el repetido uso del teorema de la congruencia lineal, se puede también resolver sistemas de congruencias lineales, como en el siguiente ejemplo: encontrar todos los números x tales que 
2x ≡ 2 (mod 6)
3x ≡ 2 (mod 7)
2x ≡ 4 (mod 8).
Resolviendo la primera congruencia utilizando el método expuesto arriba, se obtiene que x ≡ 1 (mod 3), el cual puede ser escrito también como x = 3k + 1. Sustituyendo éste en la segunda congruencia y simplificando, se obtiene 
9k ≡ −1 (mod 7).
Al resolver la congruencia resulta que k ≡ 3 (mod 7), o k = 7l + 3. Se sigue entonces que x = 3 (7l + 3) + 1 = 21l + 10. Sustituyendo esto en la tercera congruencia y simplificando de nuevo, se obtiene
42l ≡ −16 (mod 8)
que tiene como solución l ≡ 0 (mod 4), o l = 4m. Esto produce x = 21(4m) + 10 = 84m + 10, o
x ≡ 10 (mod 84)
que describe todas las soluciones del sistema.